# Ben Woodburn
Benjamin Luke Woodburn, född 15 oktober 1999 i Nottingham, England, är en walesisk fotbollsspelare spelar för Preston North End.

## Karriär
Den 1 augusti 2018 meddelade Liverpool att man lånar ut honom till Sheffield United. Den 30 juli 2019 lånades Woodburn ut till League One-klubben Oxford United på ett låneavtal över säsongen 2019/2020. Den 23 augusti 2021 lånades Woodburn ut till skotska Heart of Midlothian på ett låneavtal över säsongen 2021/2022.
I juli 2022 värvades Woodburn av EFL Championship-klubben Preston North End, där han skrev på ett ettårskontrakt med option på ytterligare ett år. I maj 2023 förlängdes kontraktet med ett år.